# ジョージ・クリントン
ジョージ・クリントン（英語: George Clinton, 1739年7月26日 - 1812年4月20日）は、アメリカ合衆国の軍人、政治家。

## 外部リンク

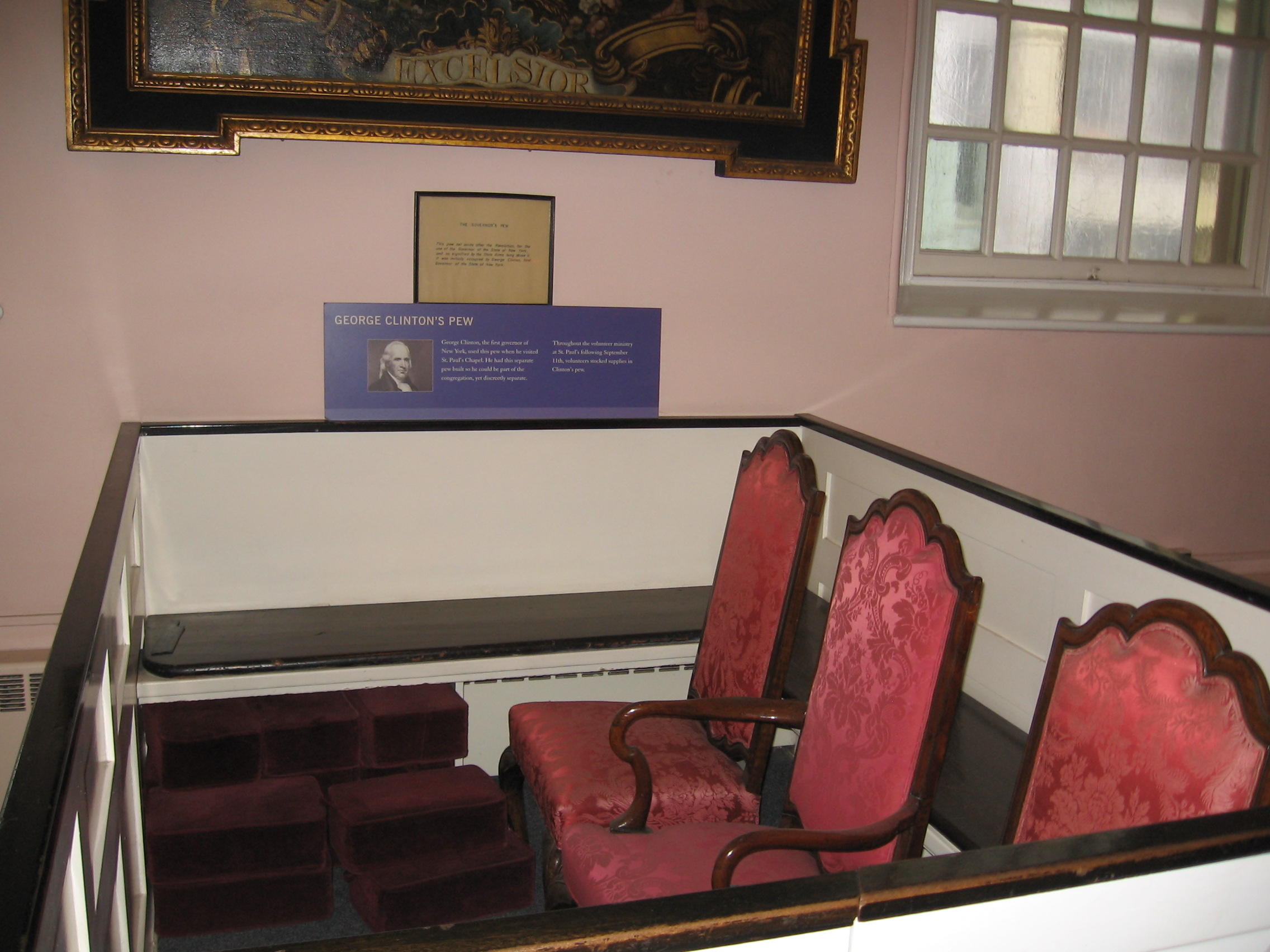
ニューヨーク市セントポール教会のクリントンの座席

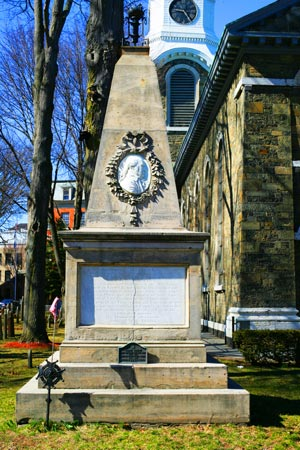
クリントンの墓（キングストン）

## 生涯

### 生い立ちと初期の軍歴
アイルランド系の移民であった父チャールズ・クリントンは、ニューヨーク植民地リトルブリテンに移住した。チャールズはニューヨーク植民地会議のメンバーであった。兄のジェイムズ・クリントンは大陸軍の少将で、甥のデウィット・クリントンは後にニューヨーク州知事となった。
クリントンの政治への関心は、父チャールズの影響を大きく受けている。18歳でイギリス陸軍に入隊しフレンチ・インディアン戦争に従軍、中尉まで昇進した。その後法律を学び、民事訴訟裁判所の所員となって州会議で貢献した。大陸会議に選任された彼は独立宣言を支持したが、市民軍の准将として任命され独立宣言署名前に大陸会議を去ることとなった。クリントンは権利章典が採択されるまで合衆国憲法を支持しなかった。
クリントンはトーリーに対する憎悪で知られており、税を抑制するためトーリーの土地の差し押えおよび販売を行った。彼はジョージ・ワシントンの友人であり支持者として、バレーフォージでのワシントン軍に食料を供給した。またワシントンの大統領就任式では祝賀のための印象的な夕食会を開催した。

### 政治経歴
1777年から1795年まで初代ニューヨーク州知事を、1784年から1787年まで第4代コロンビア大学学長、1800年から1801年までニューヨーク州下院議員を、および1801年から1804年まで第3代ニューヨーク州知事を務めた。
第4代アメリカ合衆国副大統領として、トーマス・ジェファーソンの下で1805年から1809年まで、続くジェームズ・マディソンの下で1809年から死去するまで同職を務めた。在職中に死去した初の副大統領である。
死後ワシントンに埋葬されたが、1908年にニューヨーク州キングストンの旧オランダ教会に改葬された。
ニューヨーク州クリントン郡およびオハイオ州クリントン郡は彼にちなんで命名された。また、ワシントンD.C.は、コネチカット通りに金メッキをした彼の乗馬像を設置した。1873年にはニューヨーク州がアメリカ合衆国議会議事堂の国立彫像ホール・コレクションにクリントンのブロンズ像を寄贈した。 

## 参照
1. ↑  AOC.gov

- Kaminski, John P.  George Clinton: Yeoman Politician of the New Republic. Madison House, 1993.